# روبرت كارسون (كاتب أمريكي)
روبرت كارسون (بالإنجليزية: Robert Carson)‏ هو لاعب كرة قاعدة وكاتب سيناريو أمريكي، ولد في 23 يناير 1989 في هاتيسبورغ في الولايات المتحدة.

## وصلات خارجية
- روبرت كارسون على موقع دوري كرة القاعدة الرئيسي (الإنجليزية)
- روبرت كارسون على موقعبيزبول رفرنس.كوم (الدوري الرئيسي) (الإنجليزية)
- روبرت كارسون على موقعبيزبول رفرنس.كوم (الدوري الثانوي) (الإنجليزية)
- روبرت كارسون على موقع إي إس بي إن.كوم (أم.أل.بي) (الإنجليزية)
- روبرت كارسون على موقع مشجعي الرسوم البيانية (الإنجليزية)